# Rallye San Remo 1995
Rallye San Remo 1995 byla poslední soutěží mistrovství světa v rallye 1995 ve třídě W2L. Zvítězil zde Piero Liatti s vozem Subaru Impreza 555.

## Průběh
Tovární jezdec týmu Subaru World Rally Team Piero Liatti během soutěže udržoval vedení a povedlo se mu zvítězit s dostatečným náskokem. Hodně se ale bojovalo v kategorii W2L, kde ještě nebylo rozhodnuto o titulu mezi jezdi. První dvě etapy v této kategorii vyhrál Piergeorgio Deila na voze Renault Clio Williams. Ve třetí etapě ho zpomalily technické potíže a on klesl na třetí pozici ve skupině. Na první místo se posunul Loix a na druhé Andreucci. Jezdec týmu Škoda Motorsport Emil Triner soutěž dokončil na třináctém místě absolutního pořadí, čtvrtý v kategorii W2L a první ve své třídě. Tým Škoda díky tomu získal třetí místo mezi týmy.

## Výsledky
1. Piero Liatti, Alessandro Alessandrini - Subaru Impreza 555
2. Andrea Dallavilla, Danilo Fappani - Toyota Celica GT-Four ST-205
3. Gianfranco Cunico, Stefano Evangelisti - Ford Escort RS Cosworth
4. Miki Biasion, Tiziano Borri - Subaru Impreza 555
5. Giuseppe Grossi, Antonio Borri - Toyota Celica GT-4 Turbo ST-185
6. Gustavo Trelles, Jorge Del Buono - Subaru Legacy RS
7. Vanio Pasquali, Luciano Tedeschini - Subaru Impreza 555
8. Freddy Loix, Sven Smeets - Opel Astra GSI - vítěz kategorie W2L
9. Eugenio Mannarino, Daniele Vernuccio - Toyota Celica GT-4 Turbo ST-185
10. Paolo Andreucci, Simona Fedeli - Peugeot 306 S16 - 2- v kategorii W2L